# Walter og Carlo - op på fars hat
Walter og Carlo – op på fars hat er en dansk film fra 1985, instrueret af Per Holst. Det er den første film om Walter og Carlo og er med Jarl Friis-Mikkelsen og Ole Stephensen i titelrollerne.
Filmen solgte 953.743 billetter, og den er dermed blandt de bedst sælgende danske film nogensinde.

## Medvirkende
- Ole Stephensen som Walther
- Jarl Friis-Mikkelsen som Carlo
- Kirsten Rolffes som Viola Van Heimvee
- Kai Løvring som Konsul
- Lisbet Dahl som Vera
- Benedikte Hansen
- Paul Hagen
- Poul Bundgaard
- Tommy Kenter
- Ulf Pilgaard
- Claus Ryskjær
- Max Hansen Jr.
- Peter Ronild
- Erik Holmey
- Søs Egelind
- Kirsten Norholt
- Niels Skousen
- Preben Kristensen
- Tom McEwan
- Poul Glargaard
- Jess Ingerslev